# Joanie Sommers
Joanie Sommers, geboren als Joan Drost, (Buffalo, 24 februari 1941) is een Amerikaanse popzangeres en actrice met een carrière die zich concentreert op jazz, standards en populair materiaal en showbusiness-vermeldingen. Ooit aangekondigd als The Voice of the Sixties en geassocieerd met eersteklas arrangeurs, songwriters en producenten, raakte Sommers' populaire reputatie nauw verbonden met haar grootste, maar meest onkarakteristieke hit Johnny Get Angry.

## Jeugd
Sommers begon te zingen in de kerk en had een moeilijke jeugd. In 1951, op tienjarige leeftijd, verscheen ze in een televisieprogramma in Buffalo en won ze met Your Cheating Heart van Hank Williams een amateur-talentenwedstrijd. In 1955 verhuisde haar familie naar Venice, Californië, waar ze als zangeres won met haar middelbare schoolband op Venice High en deed dat opnieuw op Santa Monica City College.
Haar doorbraak kwam nadat een vriend haar meenam naar de Deauville Country Club (nu Braemar Country Club) in Santa Monica, waar ze zong met de band van Tommy Oliver. Hij zorgde ervoor dat er een demoplaat werd gemaakt en presenteerde deze aan Warner Brothers, waarna Sommers tekende bij het label.
Warner gebruikte aanvankelijk haar vocale talenten bij het zingen van Am I Blue op de speciale plaat Behind Closed Doors at a Recording Session van Warner uit 1959 en op de ene kant van de gesproken woord-single Kookie's Love Song met Edd Byrnes. De koppeling met Byrnes leidde tot een kleine rol in de privédetective-televisieserie 77 Sunset Strip met Byrnes in de rol van Gerald Lloyd 'Kookie' Kookson III. Daarnaast zong ze op  I Don't Dig You en Hot Rod Rock van Byrnes, die op een van zijn albums verschenen.
Tegelijkertijd steunde Oliver Sommers door haar te laten schitteren in zijn orkestverplichtingen in het Hollywood Palladium en The Chalet at Lake Arrowhead in Californië.
Haar debuutsingle One Boy uit 1960 (uit de musical Bye Bye Birdie) stond drie maanden in de hitparade, met een piek op nummer 54 in de Billboard Top 100. Zowel One Boy als de keerzijde I'll Never Be Free waren Billboard Spotlight Winners. Een volgend tourneeschema omvatte locaties als New York's Left Bank Club, Hollywood's Crescendo, Freddie's in Minneapolis en The Cloister in Chicago, en optredens in de Jack Paar Show en Bobby Darin Special.
In het begin van 1960 bracht Warner Sommers' eerste lp Positively the Most uit, die de hit One Boy niet bevatte. Later dat jaar bracht Warner de single Ruby-Duby-Du uit, met een vocale versie van de Tobin Mathews & Co. instrumental uit de film Key Witness. Het record plaatste zich niet in de hitlijst.
In 1962 bereikte Sommers' single Johnny Get Angry, uitgebracht bij Warner Bros. Records, nummer 7 in de Billboard Hot 100. Het werd uit de top van de hitlijsten gehouden door hits als Roses Are Red (My Love) van Bobby Vinton, I Can't Stop Loving You van Ray Charles en Sealed With A Kiss van Brian Hyland. Het nummer When the Boys Get Together van Sommers kwam later dat jaar binnen op nummer 94.
In een interview uit 2001 gaf Sommers commentaar op de erfenis van haar grootste hit: Twintig albums met enkele van de grootste namen in de jazz en ik ben eeuwig verbonden met Johnny Get Angry.
Haar nummer Don't Pity Me uit 1965 was een northern soul-hit in het Verenigd Koninkrijk en stond vaak in northern soul-toplijsten. De 45" plaat wisselt regelmatig van eigenaar onder verzamelaars voor meer dan $ 500 per exemplaar. De keerzijde My Block is geschreven door Jimmy Radcliffe, Bert Berns en Carl Spencer. Het was eerder opgenomen door Clyde McPhatter op zijn album Songs Of the Big City en door The Chiffons, opgenomen als The Four Pennies bij Rust Records.
Gedurende de jaren 1960 verscheen Sommers op televisie als zangeres en deelnemer aan een spelshow, waaronder shows zoals Everybody's Talking, Hollywood Squares, You Don't Say en The Match Game, evenals artiest bij Where the Action Is met Dick Clark, Hullabaloo en andere variétéshows.
In 1963 verscheen ze op het 22 januari-segment van The Jack Benny Program, waar ze I'll Never Stop Loving You zong. Een andere gast was acteur Peter Lorre.
Haar acteervermeldingen omvatten Everything's Ducky (1961) naast Mickey Rooney en The Lively Set (1964) van Jack Arnold, waarin ze If You Love Him zong. In de laatste aflevering The Night of the Tycoons (11 april 1969) van The Wild Wild West, zong ze Dreams, Dreams of a Lady's Love.
In een parallelle carrièrespoor van commercieel vocaal werk zong Sommers de jingles Now It's Pepsi, For These Who Think Young (op de melodie van Makin' Whoopee) en Come Alive! You're in the Pepsi Generation op radio- en tv-reclame. Ze werd aangeduid als The Pepsi Girl. Jaren later zong ze de jingle Now You See It, Now You Don't voor het suikervrije begeleidende product Diet Pepsi.
Sommers' stemwerk voor animatiefilms omvat The Peppermint Choo Choo, dat werd afgezegd, hoewel de muziek werd uitgebracht.
In het begin van de jaren 1970 trok Sommers zich terug uit de showbusiness om zich te concentreren op het gezinsleven. Ze begon opnieuw openbare optredens te maken in de jaren 1980, waaronder twee in het satirische programma The Cool & the Crazy van radiostation KCRW uit Santa Monica, georganiseerd door Art Fraud (Ronn Spencer) en Vic Tripp (Gene Sculatti).
In 2001 zong Sommers twee nummers op het Camard-album I Love You Much Too Much van Abe Most. Ze voerde het titelnummer en Bei Mir Bist du Schoen uit. Ze zong een refrein in het Jiddisch op beide sporen.

## Discografie

### Singles
Warner Bros. Records
- 1960: One Boy / I'll Never Be Free
- 1960: Be My Love / Why Don't You Do Right
- 1960: Ruby-Duby-Du / Bob White
- 1961: Seems Like Long, Long Ago / I Don't Want to Walk Without You
- 1961: The Piano Boy / Serenade of the Bells
- 1961: Makin' Whoopie / What's Wrong with Me
- 1962: Johnny Get Angry / Theme from "A Summer Place"
- 1962: When the Boys Get Together / Passing Strangers
- 1962: Goodbye Joey / Bobby's Hobbies
- 1963: Since Randy Moved Away / Memories, Memories
- 1963: A Little Bit of Everything / Henny Penny
- 1963: One Boy / June Is Bustin' Out All Over
- 1963: Little Girl Bad / Wishing Well
- 1963: Big Man / Goodbye Summer
- 1964: I'd Be So Good for You / I'm Gonna Know He's Mine
- 1964: If You Love Him / I Think I'm Gonna Cry Now
- 1965: Don't Pity Me / My Block
- 1968: Johnny Get Angry / One Boy
- 1968: Talk Until Daylight / The Great Divide

Columbia Records
- 1966: You've Got Possibilities / Never Throw Your Dreams Away
- 1966: Alfie / You Take What Comes Along
- 1966: It Doesn't Matter Anymore / Take a Broken Heart

Capitol Records
- 1967: Trains and Boats And Planes / Yesterday's Morning

Happy Tiger Records
- 1969: Little Girl from Greenwood Georgia / Step Inside Love
- 1970: The Sunshine After the Rain / Tell Him

ABC Records
- 1977: The Peppermint Choo-Choo / The Peppermint Engineer

### Albums
Warner Bros. Records
- 1961: Voice of the Sixties
- 1962: For Those Who Think Young
- 1962: Johnny Get Angry
- 1962: Let's Talk About Love
- 1963: Sommers' Seasons
- 1975: Softly, the Brazilian Sound (& Laurindo Almeida)

Decca Records
- 1966: On the Flip Side (& Rick Nelson)

Columbia Records
- 1967: Come Alive!

## Filmografie
- 1960: 77-Sunset-Strip (tv-serie)
- 1961: Everything's Ducky (bioscoopfilm)
- 1964: Amos Burke (tv-serie)
- 1964: The Lively Set (bioscoopfilm)
- 1966: ABC Stage 67 (tv-serie)
- 1968: Mouse on the Mayflower (tv-film)
- 1969: The Wild Wild West (tv-serie)
- 1991: Lucy & Desi: Before the Laughter (tv-film)

- Biblioteca Nacional de España: XX5232838
- International Standard Name Identifier: 0000 0000 3079 7613
- Library of Congress Control Number: n88094672
- MusicBrainz: e7495426-6e14-4429-b647-dbe700ad57d4
- Virtual International Authority File: 28619833
- WorldCat: E39PBJcgykYgPq8rJTCBbh67pP